# Levocytherura remanei
Levocytherura remanei is een mosselkreeftjessoort uit de familie van de Cytheruridae. De wetenschappelijke naam van de soort is voor het eerst geldig gepubliceerd in 1962 door Marinov.